# Білизна передньоазійська
Білизна́ передньоазі́йська (Leuciscus vorax) — риба родини ялецевих. Зустрічається в басейні Тигра і Євфрату, також відзначена у басейні Оронту. Субтропічна прісноводна риба.
Раніше вид зараховувався до складу роду білизна (Aspius) й родини коропових. 